# Маринович, Мирослав Франкович
Миросла́в Фра́нкович Марино́вич (род. 4 января 1949, село Комаровичи) — советский диссидент; украинский правозащитник, публицист, член-основатель Украинской Хельсинкской группы, организатор амнистерского движения на Украине, вице-ректор Украинского католического университета во Львове. Член редакционного совета интернет-издания «Религия в Украине».

## Биография
Воспитывался в религиозной семье, его дед был священником. Учился в средней школе в Дрогобыче, которую окончил с золотой медалью. Потом год работал в Дрогобыче. Первая запись в трудовой книжке — «освобождённый секретарь комитета ВЛКСМ завода».
В 1967 году Мирослав Маринович поступил во Львовский политехнический институт. В институте выступал с критикой советской политики, защищая коммунистические идеалы. Следствием этого в 1970 году стала первая встреча с КГБ. Маринович лишили т. н. «допуска»[уточнить] и освободили от занятий на военной кафедре, в связи с чем, не получив офицерского звания, Мирослав Маринович должен был служить в армии после окончания института рядовым.
В 1972 году окончил Львовский политехнический институт и год работал переводчиком с английского языка на Ивано-Франковском заводе «Позитрон». Тогда же познакомился с львовскими и киевскими диссидентами. 22 мая 1973 года в Киеве был задержан и обыскан милицией, когда возлагал цветы к памятнику Тарасу Шевченко.
В 1973—1974 годах служил в армии в Вологде.
После демобилизации в 1974 году переехал в Киев. Работал техническим редактором журнала «Начальная школа» и в издательстве «Техника», откуда его уволили по сигналу из КГБ. Некоторое время был безработным. Только перед самым арестом устроился расклеивать афиши.
9 ноября 1976 года Мирослав Маринович вместе со своим другом Николаем Матусевичем стал членом-основателем Украинской Хельсинкской группы. С тех пор Маринович находился под «колпаком» КГБ. Его неоднократно задерживала милиция в Киеве и Серпухове[уточнить]. В Дрогобыче были обыски, ему постоянно угрожали.
В марте 1977 года Маринович и Матусевич на вечере памяти Тараса Шевченко в Киевской филармонии, преодолев сопротивление организаторов вечера, неожиданно вышли на сцену и призвали спеть «Завет». 23 апреля 1977 года Маринович был арестован, проходил по одному делу с Матусевичем. Они обвинялись в «проведении антисоветской агитации и пропаганды» по ст. 62 ч. 1 УК УССР и ст. 70 ч. 1 УК РСФСР. Следствие длилось 11 месяцев. 22-27 марта 1978 года Киевский областной суд в Василькове осудил Мариновича к максимальному сроку заключения — 7 лет колонии строгого режима и 5 лет ссылки.
Отбывал наказание Маринович в колониях ВС-389/35 и ВС-389/36 в Пермской области. Принимал участие во всех правозащитных акциях, держал голодовки протеста, в том числе и 20-суточную, передавал на волю хронику лагеря № 36. За весь срок имел около 150 суток ШИЗО (штрафной изолятор) и около полутора лет ПКТ (помещение камерного типа). В 1978 году «Международная амнистия» приняла Мариновича под свою защиту как узника совести. С апреля 1984 года отбывал ссылку в селе Саралжин Уильського района Актюбинской области Казахстана. Работал столяром. Женился на киевлянке Любе Хейн (Хейна), жена переехала к нему в ссылку.
В феврале 1987 года отказался подать ходатайство о помиловании. Вернулся на Украину и в марте 1987 года устроился оператором нефтеперерабатывающего завода в Дрогобыче. С 1990 года начал работать корреспондентом местной газеты «Галицкая заря».
В 1990 году была опубликована работа Мариновича «Евангелие от юродивого», написанная ещё в лагере. В 1991 году в Дрогобыче вышла книга «Украина на полях Священного Писания», в 1993 году — «Искупление коммунизма», «Украина: дорога через пустыню».
Маринович — основатель первой группы «Международной амнистии» в СССР (1991), Украинской ассоциации «Международной амнистии» (УАМА), с 1993 по 1998 год был председателем Национального комитета УАМА. Член общественного совета Украинско-Американского бюро защиты прав человека, лауреат премий журнала «Современность» и премии имени Валерия Марченко (1995), участник многих украинских и международных конференций по правам человека и религиоведения, преподавал историю христианства в Дрогобычском государственном педагогическом институте имени Ивана Франко, является сотрудником Института восточноевропейских исследований.
С 1997 года — директор Института религии и общества Львовской богословской академии, член Украинского богословского научного общества (УБНО), в частности, 9 марта 2010 года в актовом зале Дрогобычской духовной семинарии блаженных священномучеников Северина, Виталия и Акима в рамках очередного заседания УБНО выступил с докладом на актуальную тему «Восток и Запад Украина: антагонизм или шанс для нового синтеза национальной идеи».
13 сентября 2010 года Мирослав Маринович возглавил украинское отделение международного ПЕН-клуба. Такое решение единогласно было принято на заседании украинского ПЕН-клуба в Киеве.
Один из участников Унивской группы и инициативной группы «Первого декабря».

## Награды
- Орден Свободы (31 декабря 2008)[7] — за выдающийся личный вклад в отстаивание прав человека, проявленные мужество и самоотверженность в борьбе за свободу и независимость Украины, плодотворную научно-публицистическую деятельность.
- Орден князя Ярослава Мудрого V степени (21 января 2017)[8] — за значительный личный вклад в государственное строительство, социально-экономическое, научно-техническое, культурно-образовательное развитие Украинского государства, дело консолидации украинского общества, многолетний добросовестный труд.
- Орден «За мужество» I степени (8 ноября 2006)[9] — за гражданское мужество, самоотверженность в борьбе за утверждение идеалов свободы и демократии и по случаю 30-й годовщины создания Украинской общественной группы содействия выполнению Хельсинкских соглашений.
- Кавалер ордена Заслуг перед Республикой Польша (2006)[10]
- Орден «За интеллектуальную отвагу» (2004).
- Премия имени Василия Стуса (2009).[10]
- Знак «За заслуги перед крымскотатарским народом» (2017)[11].